# Saint-Alyre-ès-Montagne
Saint-Alyre-ès-Montagne är en kommun i departementet Puy-de-Dôme i regionen Auvergne-Rhône-Alpes i centrala Frankrike. Kommunen ligger i kantonen Ardes som tillhör arrondissementet Issoire. År 2022 hade Saint-Alyre-ès-Montagne 101 invånare.

## Befolkningsutveckling
Antalet invånare i kommunen Saint-Alyre-ès-Montagne
| Referens: INSEE |